# Міркування про метафізику
«Міркування про метафізику» (фр. Discours de métaphysique; 1686) — трактат німецького філософа і математика Готфріда Лейбніца (1646—1716); систематизація автором своєї метафізики, з формулюванням практично всіх її основних ідей. Прижиттєво трактат не друкувався, вперше опублікував Гротефенд у Ганновері 1846 року як додаток до його видання листування між Лейбніцем, французьким мислителем Антуаном Арно і ландграфом Ернстом Гессен-Рейнфельським.

## Час створення
В оригіналі текст Лейбніца заголовка не має. Його закінчено на початку 1686 року, про що свідчить лист автора до ландграфа Ернста Гессен-Рейнфельського (1684—1749) від 11 лютого 1686 року, де він наводить тези свого твору, званого ним «Un petit discours de la metaphysique». Французький філософ П'єр Бюржелен (Pierre Burgelin; 1905—1985), який присвятив цьому твору свою дисертацію, припускав, що його написано в короткі терміни — від грудня 1685 до початку 1686 років.
Вважається, що цей трактат Лейбніц написав спеціально для французького мислителя Антуана Арно (1616—1694), «широке листування між [якими] стало свого роду коментарем до цього твору».

## Зміст
§ 2. Про Божу доброту

§ 3. Бог створив все найкращим чином.

§ 4. Взаємодія людини з Богом

§ 5. Про загальну гармонію речей

§ 6. Про порядок у творінні

§ 7. Чи хоче, чи сприяє Бог злу

§ 8. Дія творінь. Провидіння Боже

§ 9. Властивості індивідуальних субстанцій

§ 10. Про функції субстанціальних форм

§ 11. Судження схоластиків несправедливо зневажають

§ 12. Сутність тіл — не лише у протяжності

§ 13. Необхідність (necessitée). Випадковість (contingence). Свобода (liberté)

§ 14. Взаємодія субстанцій

§ 15. Ступені сприйняттів відрізняють субстанції.

§ 16. Вплив Бога на субстанції. Сутність людини

§ 17. Помилки в механіці Декарта

§ 18. Механіка підводить до метафізики

§ 19. Функція кінцевих причин у фізиці

§ 20. Апеляція до Сократа у «Федоні» Платона проти матеріалістів

§ 21. Значущість кінцевої та чинної причин

§ 22. Узгодженість кінцевої та чинної причин

§ 23. Вплив Бога на розум духів. Буття ідей

§ 24. Стратифікація пізнання

§ 25. У якому разі ми пізнаємо повну ідею.

§ 26. Ми маємо в собі всі ідеї

§ 27. "Tabula rasa". Роль чуттєвих сприйняттів

§ 28. Один Бог безпосередньо збуджує наше сприйняття.

§ 29. Наші ідеї знаходяться в нас самих, а не в Бозі.

§ 30. Про свободу волі, [не]досконалість світу, ступені благодаті

§ 31. Про передбачення Бога, його вибір найкращого.

§ 32. Поняття субстанції та Принципу кращого узгоджується з релігією.

§ 33. Пояснення поєднання душі з тілом

§ 34. Відмінності Духів від душ та субстанціальних форм

§ 35. Про градацію субстанцій у виразі Бога та світу

§ 36. Про перевагу Духів. Бог — як найкращий із монархів